# Avenue de Grande-Bretagne (Lyon)
Pour les articles homonymes, voir Avenue de Grande-Bretagne.
L'avenue de Grande-Bretagne est un quai situé sur la rive gauche du Rhône à Lyon, en France. Voie du 6e arrondissement à proximité du Parc de la Tête-d'Or, sa longueur est d'environ 650 m.

## Historique
Le quai a été aménagé de 1835 à 1858.

## Transports
L'avenue de Grande-Bretagne accueille deux arrêts de trolleybus du réseau TCL :
- direction Cité Internationale : arrêts Barrème et Parc Tête d'Or - Churchill.

Une piste cyclable est aménagée sur l'entièreté de l'avenue de Grande-Bretagne et est intégrée à la ligne 1 du réseau express vélo métropolitain des Voies Lyonnaises.

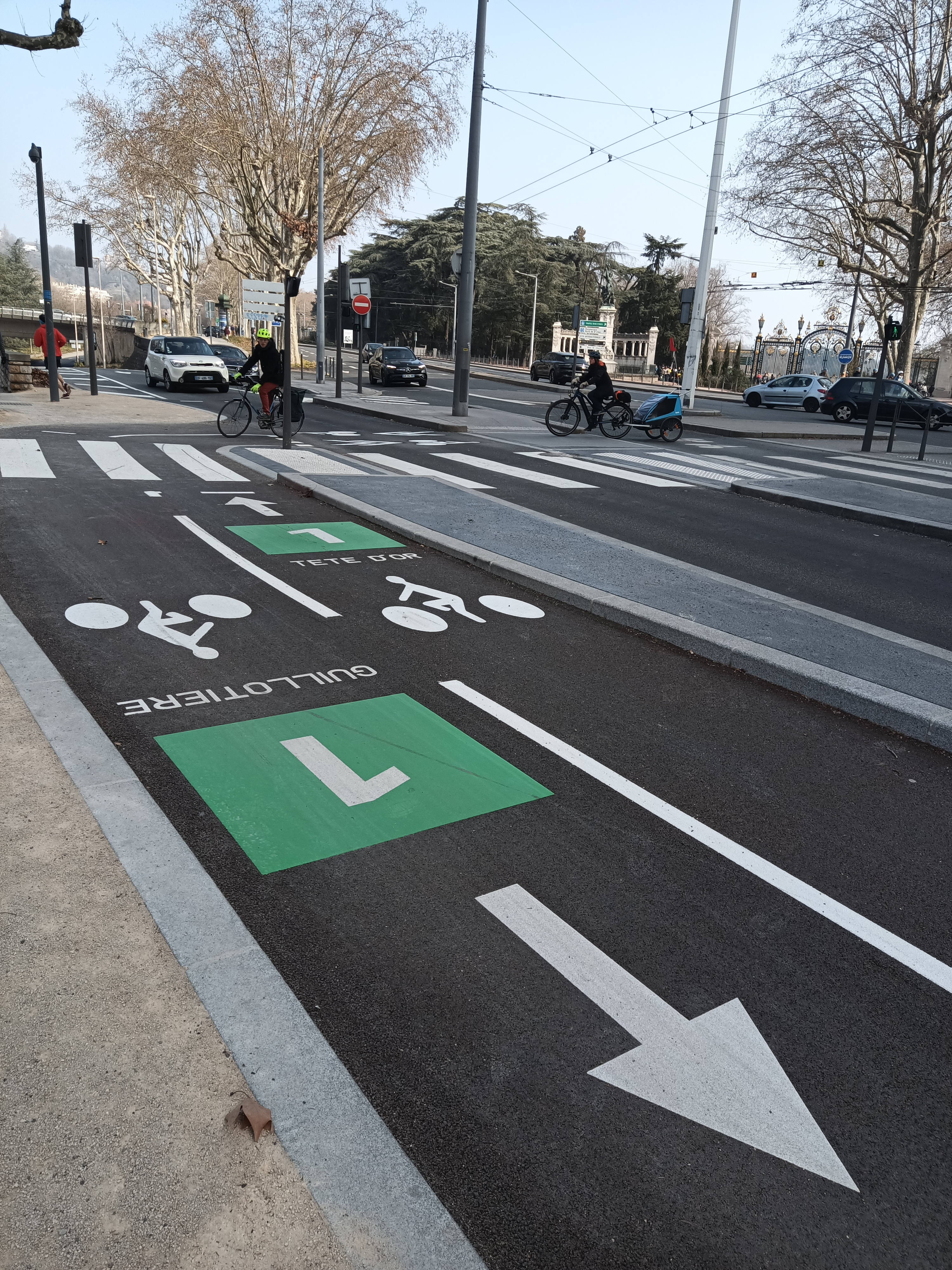
La ligne 1 des Voies Lyonnaises en face de la Porte des Enfants du Rhône donnant accès au Parc de la Tête-d'Or